# 岩井弘融
岩井 弘融（いわい ひろあき、1919年3月12日 - 2013年8月4日 ）は、日本の社会学者、東洋大学名誉教授。犯罪社会学、社会病理学専攻。

## 来歴
佐賀県出身。東京帝国大学卒。東京都立大学 (1949-2011)助教授、教授、大正大学教授、東洋大学教授。1989年、定年、名誉教授。代表的な著作に『病理集団の構造』や『犯罪社会学』などがある。2013年8月4日、急性肺炎のため死去。94歳没。

## 著書
- 『競争・成功・出世』1956.河出新書
- 『暴力 日本のやくざ』平凡社、1957 へいぼん・ぶっくす
- 『大都会東京』平凡社、1958
- 『犯罪文化 悪の英雄たち』講談社、1958.ミリオン・ブックス
- 『社会学史概説』芦書房、1961
- 『病理集団の構造―親分乾分集団研究』誠信書房、1963
  - ヤクザ・暴力団研究の有名な古典となっている一著[3]。
- 『犯罪社会学』弘文堂、1964
- 『社会学原論』弘文堂、1972
- 『親と子としつけ』1973 潮新書
- 『現代社会の罪と罰 犯罪をどう考えるか』日本放送出版協会 NHKブックス、1973
- 『都会人 ゆがんだ精神構造を探る』日本経済新聞社、1973.日経新書
- 『小笠原長行 開国の騎手』新人物往来社、1992

## 共編著
- 『犯罪』編 有斐閣、1958
- 『社会学』芥川集一、北川隆吉共編 青木書店、1959.現代哲学全書
- 『都市社会学』編.1968.有斐閣双書

## 翻訳
- G.B.ヴォルド、T.J.バーナード『犯罪学 理論的考察』平野竜一共監訳 東京大学出版会、1990